# KRI Prabu Siliwangi (321)
Pour les articles homonymes, voir Roger de Lauria.
Le Ruggiero di Lauria (pennant number : P435) est un patrouilleur hauturier de la Marina Militare italienne, le sixième navire de la classe Thaon di Revel.

## Conception
Les navires ont été conçus comme des « navires de patrouille offshore polyvalents ». Les sept premiers navires sont construits avec différentes configurations : une variante « légère » de base pour la tâche de patrouille, une configuration améliorée avec une meilleure capacité d’autodéfense et une variante « complète » intégrant des capacités beaucoup plus étendues.
La marine italienne a commandé le nouveau missile lourd MBDA TESEO Mk 2E (TESEO « EVO »), un missile antinavire à longue portée doté également d’une capacité d’attaque terrestre stratégique. Le missile aura une nouvelle « tête » terminale avec un double autodirecteur RF (radiofréquence) et vraisemblablement la capacité d’attaquer des cibles au sol, IIR (Imaging IR). Par rapport à son prédécesseur OTOMAT/TESEO, le TESEO « EVO » MK/2E a une autonomie double (voire plus) de 360 km. L’ancien OTOMAT avait un rayon d'action de 180 km,.

## Carrière
Le Ruggiero di Lauria a été construit par Fincantieri à son chantier naval de Muggiano, dans la baie de La Spezia. Il a été mis en chantier le 20 octobre 2021. Sa cérémonie de lancement a eu lieu le 6 octobre 2023, à Muggiano en présence de nombreuses autorités civiles et militaires.
Il a été baptisé en l’honneur de Roger de Lauria (1245-1305), Grand Amiral du Royaume d'Aragon et de Sicile notamment pendant la Guerre des Vêpres siciliennes,.
Le navire a été renommé KRI Prabu Siliwangi (321) le 29 janvier 2025 lors d'une cérémonie aux chantiers navals de Muggiano . Sa livraison à la marine indonésienne est prévue pour l’été 2025,.